# Burke Trend
Burke Frederick St John Trend, baron Trend, (2 janvier 1914 – 21 juillet 1987) est un fonctionnaire britannique et plus tard recteur du Lincoln College d'Oxford.

## Biographie
Trend fait ses études à la Whitgift School et au Merton College d'Oxford, où il obtient une mention très bien en lettres classiques. Il rejoint ensuite la fonction publique, passant la majeure partie de sa carrière au Trésor. Il devient secrétaire de cabinet sous Alec Douglas-Home, Harold Wilson et Edward Heath entre 1963 et 1973.
Trend est nommé Commandeur de l'Ordre royal de Victoria (CVO) lors des honneurs du couronnement de 1953. Il est nommé Compagnon de l'Ordre du Bain (CB) lors des honneurs du Nouvel An de 1955, promu Chevalier Commandeur (KCB) lors des honneurs d'anniversaire de 1962 et Chevalier Grand-Croix lors des honneurs du Nouvel An de 1968. Le 7 mars 1974, il est créé pair à vie en tant que baron Trend, de Greenwich dans le Grand Londres.
Il mène une enquête dans les années 1970 sur des allégations d'infiltration des services secrets britanniques d'avant la Seconde Guerre mondiale jusqu'aux années 1960. Il conclut qu’il n’y avait pas suffisamment de preuves pour étayer les allégations. Peter Wright dans ses mémoires, Spycatcher, discute de Trend et de son rapport.
Trend épouse Patricia Charlotte Shaw en 1949 ; ils ont trois enfants. Un fils, Michael Trend (en), est député conservateur de 1992 à 2005.